# Томчук, Александр Дмитриевич
Алекса́ндр Дми́триевич Томчу́к (23 ноября 1910, Волынская губерния — 19 января 1997, Глухов, Сумская область) — украинский педагог, преподаватель, ректор Глуховского пединститута (1954—1971).

## Биография
Родился в 1910 г. в селе Поляхово (с 2012 — с. Поляхова) Заславского уезда Волынской губернии (ныне Теофипольский район Хмельницкой области)).
После окончания семилетней школы 1928 продолжил обучение в Шепетовском педагогическом техникуме.
В 1930—1934 работал на должностях учителя и директора в школах Хмельницкой области.
В течение 1934—1938 учился на географическом факультете Киевского педагогического института.
Следующие три года занимал должность ассистента кафедры экономической географии этого вуза.
Одновременно учился в заочной аспирантуре Института экономики АН УССР.
В 1945—1946 — заместитель директора по учебно-научной работе Ровенского учительского института.
В 1946—1947 — преподаватель Глуховского педагогического института.
После защиты кандидатской диссертации с 1949 работал заместителем директора по научно-учебной работе Белгород-Днестровского учительского института, заведующим кафедрой Бердичевского педагогического института.
В 1954—1971 возглавлял Глуховский педагогический институт.
Впоследствии занимал должность доцента кафедры.
На пенсию вышел в 1987 году. Скончался 19 января 1997 года в городе Глухове.

## Ссылка
- / об университете. Сайт Глуховского национального педагогического университета им. А. Довженко
- Сумская старина. №XLI-XLII. 2013
- С днем рождения, альма-матер! Глуховский национальный педагогический университет имени А. Довженко отметил свое 145-летие .